# Mamour Jobe

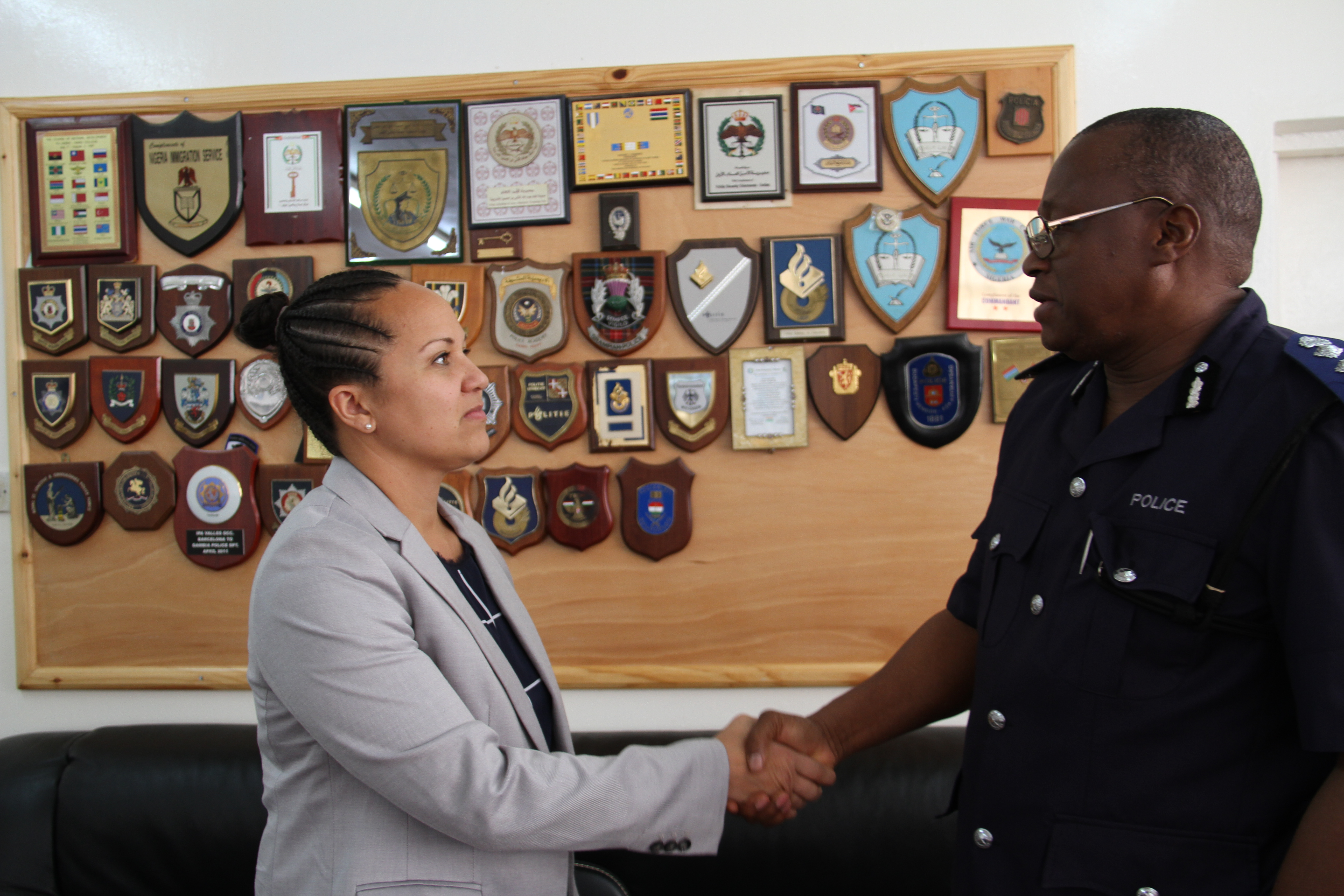
Mamour Jobe empfängt DSS Regional Security Officer der US-Botschaft (2019)

Alhaji Mamour Jobe (* 1950er-Jahre in Balangarr; † 13. März 2021) war ein gambischer Polizist. Ab Juni 2018 bis zu seinem Tode war er Generalinspekteur der Polizei (englisch Inspector General of Police; IGP).

## Leben
Mamour Jobe war zunächst als Lehrer tätig und trat 1981 in den Dienst der Polizei (Gambia Police Force) ein. Nach dem initialen Training war er als Kriminalbeamter  tätig; später war er Lehrer an der Polizeischule. Nach ein paar Zwischenstationen kehrte er als Verwalter  zur Polizeischule zurück. 2011 wurde er unter Landing Kinteh stellvertretender Generalinspekteur.
Aufgrund der Ereignisse vom 18. Juni 2018 in Faraba Banta, bei denen Demonstranten durch Schüsse seitens der Polizei getötet worden waren, bat Landing Kinteh, der eine weitere Amtszeit innehatte, am 21. Juni 2018 um Rücktritt von seinem Amt. Zunächst hatte Jobe, der zu diesem Zeitpunkt erneut als stellvertretender Generalinspekteur eingesetzt war, den Posten des Inspector General of Police interimistisch bekommen. Er wurde dann zwei Wochen später vom Präsidenten Barrow mit Wirkung zum 9. Juli 2018 in diesem Amt bestätigt. AIG Abdoulie Sanyang wurde zum stellvertretenden Generalinspekteur ernannt.
Jobe starb 66-jährig, nach anderer Quelle: 61-jährig, im März 2021 nach einer kurzen Krankheit in der Medicare Clinic. Er wurde in Sinchu Alagie  bestattet.